# مامادو کولیبالی (بازیکن فوتبال، زاده ۱۹۸۵)
مامادو کولیبالی (انگلیسی: Mamadou Coulibaly؛ زادهٔ ۲۷ ژوئیهٔ ۱۹۸۵) بازیکن فوتبال اهل مالی است.
وی همچنین در تیم ملی فوتبال مالی بازی کرده است.